# Kids' Choice Awards 2019
La 31ª edizione dei Nickelodeon Kids' Choice Awards si è tenuta il 23 marzo 2019 presso il Galen Center di Los Angeles. In Italia sono stati trasmessi su Nickelodeon e su TeenNick e su MTV il 29 marzo.
Il pre-show è stato condotto dalle attrici Jayden Bartels e Annie LeBlanc e ha visto l'esibizione della cantante Ally Brooke col singolo Low Key.
Lo show ha visto le esibizioni di DJ Khaled col suo singolo All I Do Is Win e We Will Rock You dei Queen, del trio musicale Migos con Walk It Talk It, Stir Fry e Pure Water e degli attori del musical SpongeBob SquarePants.
Nel corso della premiazione sono state mostrate in anteprima alcune scene dei film Shazam!, Pets 2 - Vita da animali, Aladdin e Dora e la città perduta.

## Candidature USA

### Cinema

#### Film preferito
- Il ritorno di Mary Poppins (Mary Poppins Returns), regia di Rob Marshall
- Aquaman, regia di James Wan
- Avengers: Infinity War, regia di Anthony e Joe Russo
- Black Panther, regia di Ryan Coogler
- The Kissing Booth, regia di Vince Marcello
- Tutte le volte che ho scritto ti amo (To All the Boys I've Loved Before), regia di Susan Johnson

#### Attore cinematografico preferito
- Noah Centineo – Tutte le volte che ho scritto ti amo
- Chadwick Boseman – Black Panther
- Chris Evans – Avengers: Infinity War
- Chris Hemsworth – Avengers: Infinity War
- Dwayne Johnson – Skyscraper
- Jason Momoa – Aquaman

#### Attrice cinematografica preferita
- Emily Blunt – Il ritorno di Mary Poppins (Mary Poppins Returns)
- Scarlett Johansson – Avengers: Infinity War
- Joey King – The Kissing Booth
- Lupita Nyong'o – Black Panther
- Rihanna – Ocean's 8
- Zoe Saldana – Avengers: Infinity War

#### Supereroe preferito
- Scarlett Johansson – Avengers: Infinity War
- Chadwick Boseman – Black Panther
- Robert Downey Jr. – Avengers: Infinity War
- Chris Evans – Avengers: Infinity War
- Chris Hemsworth – Avengers: Infinity War
- Jason Momoa – Aquaman

#### Picchiatore preferito
- Chris Pratt - Jurassic World - Il regno distrutto
- Emilia Clarke - Solo: A Star Wars Story
- Danai Gurira - Black Panther
- Dwayne Johnson - Skyscraper
- Michael B. Jordan - Creed II
- Zoe Saldana – Avengers: Infinity War

#### Film d'animazione preferito
- Il Grinch (The Grinch), regia di Yarrow Cheney e Scott Mosier
- Hotel Transylvania 3 - Una vacanza mostruosa (Hotel Transylvania 3: Summer Vacation, regia di Genndy Tartakovsky
- Gli Incredibili 2 (Incredibles 2) è un film d'animazione del 2018 scritto e diretto da Brad Bird
- Peter Rabbit, regia di Will Gluck
- Ralph spacca Internet (Ralph Breaks the Internet), regia di Rich Moore e Phil Johnston
- Spider-Man - Un nuovo universo (Spider-Man: Into the Spider-Verse), regia di Bob Persichetti, Peter Ramsey e Rodney Rothman

#### Doppiatore preferito
- Benedict Cumberbatch - Il Grinch
- James Corden - Peter Rabbit
- Shameik Moore - Spiderman - Un nuovo universo
- Andy Samberg - Hotel Transylvania 3 - Una vacanza mostruosa
- Adam Sandler - Hotel Transylvania 3 - Una vacanza mostruosa
- Channing Tatum - Smallfoot - Il mio amico delle nevi

#### Doppiatrice preferita
- Kristen Bell - Teen Titans Go! Il film
- Gal Gadot - Ralph spacca Internet
- Selena Gomez - Hotel Transylvania 3 - Una vacanza mostruosa
- Yara Shahidi - Smallfoot - Il mio amico delle nevi
- Hailee Steinfeld - Spider-Man - Un nuovo universo
- Zendaya - Smallfoot - Il mio amico delle nevi

### Televisione

#### Serie televisiva comica preferita
- Henry Danger
- The Big Bang Theory
- Summer Camp
- Le amiche di mamma
- Modern Family
- A casa di Raven

#### Serie televisiva drammatica preferita
- Una serie di sfortunati eventi
- Le terrificanti avventure di Sabrina
- The Flash
- Riverdale
- Stranger Things
- The Walking Dead

#### Attrice televisiva preferita
- Zendaya – K.C. Undercover
- Millie Bobby Brown – Stranger Things
- Candace Cameron Bure – Le amiche di mamma
- Kaley Cuoco – The Big Bang Theory
- Peyton Elizabeth Lee – Andi Mack
- Raven-Symoné – A casa di Raven

#### Attore televisivo preferito
- Jace Norman – Henry Danger
- Karan Brar – Summer Camp
- Grant Gustin – The Flash
- Neil Patrick Harris – Una serie di sfortunati eventi
- Caleb McLaughlin – Stranger Things
- Jim Parsons – The Big Bang Theory

#### Reality show preferito
- America's Got Talent
- American Idol
- American Ninja Warrior
- Dancing with the Stars: Juniors
- Double Dare
- The Voice

#### Presentatore TV preferito
- Ellen DeGeneres – Ellen's Game of Games
- Tyra Banks – America's Got Talent
- Nick Cannon e JoJo Siwa – Lip Sync Battle Shorties
- Kevin Hart – TKO: Total Knock Out
- Liza Koshy e Marc Summers – Double Dare
- Ryan Seacrest – American Idol

#### Giudici TV preferiti
- Mel B, Simon Cowell, Heidi Klum e Howie Mandel – America's Got Talent
- Luke Bryan, Katy Perry e Lionel Richie – American Idol
- Len Goodman, Carrie Ann Inabaand e Bruno Tonioli – Dancing with the Stars
- Sean Combs, DJ Khaled e Meghan Trainor – The Four: Battle for Stardom
- Kelly Clarkson, Jennifer Hudson, Adam Levine e Blake Shelton – The Voice
- Jennifer Lopez, Derek Hough e Ne-Yo – World of Dance

#### Serie animata preferita
- SpongeBob
- Alvinnn!!! e i Chipmunks
- Baby Boss: Di nuovo in affari
- A casa dei Loud
- Rise of the Teenage Mutant Ninja Turtles - Il destino delle Tartarughe Ninja
- Teen Titans Go!

### Musica

#### Gruppo musicale preferito
- Maroon 5
- Fall Out Boy
- The Chainsmokers
- Imagine Dragons
- Migos
- Twenty One Pilots

#### Cantante maschile preferito
- Shawn Mendes
- Luke Bryan
- DJ Khaled
- Drake
- Bruno Mars
- Justin Timberlake

#### Cantante femminile preferita
- Ariana Grande
- Beyoncé
- Camila Cabello
- Cardi B
- Selena Gomez
- Taylor Swift

#### Canzone preferita
- Thank U, Next – Ariana Grande
- Delicate – Taylor Swift
- In My Blood – Shawn Mendes
- In My Feelings – Drake
- Natural – Imagine Dragons
- Youngblood – 5 Seconds of Summer

#### Artista esordiente preferita
- Billie Eilish
- Kane Brown
- Dan + Shay
- Cardi B
- Juice Wrld
- Post Malone

#### Collaborazione preferita
- No Brainer – DJ Khaled feat. Justin Bieber, Quavo, E Chance the Rapper
- Girls like You – Maroon 5 feat. Cardi B
- Happier – Marshmello feat. Bastille
- I Like It – Cardi B feat. Bad Bunny E J Balvin
- Meant to Be – Bebe Rexha feat. Florida Georgia Line
- Sicko Mode – Travis Scott feat. Drake

#### Stella social della musica preferita
- JoJo Siwa
- Baby Ariel
- Chloe x Halle
- Jack & Jack
- Max & Harvey
- Why Don't We

#### Stella della musica globale preferita
- Taylor Swift (Nord America)
- Davido (Africa)
- BLACKPINK (Asia)
- Troye Sivan (Australia e Nuova Zelanda)
- David Guetta (Europa)
- J Balvin (Sud America)
- HRVY (Regno Unito)

### Varie

#### Videogioco preferito
- Just Dance 2019
- Lego Gli Incredibili
- Spider-Man
- Super Smash Bros. Ultimate
- Super Mario Party

#### Gamer preferito
- SSSniperWolf
- DanTDM
- Jacksepticeye
- Markiplier
- Ninja
- PopularMMOs

#### Stella social preferito
- Ryan ToysReview
- David Dobrik
- Emma Chamberlain
- Guava Juice
- Lilly Singh
- Miranda Sings

#### Premio "Come vuoi aiutare?" (How Do You Want to Help?)
- Aiutare le scuole (forniture, STEM, e altro ancora)
- Aiutare gli animali (salvataggio, fauna selvatica, e altro ancora)
- Aiutare le persone nel bisogno (case, cibo, e altro ancora)
- Aiuta l'ambiente (acqua pulita, riciclo e altro)
- Aiuta a prevenire il bullismo (positività, rispetto e altro)

## Candidature internazionali
Di seguito vengono riportati i vincitori e i candidati con le rispettive categorie internazionali, dunque votate dal pubblico delle varie emittenti Nickelodeon presenti nel mondo.

### Miglior programma TV (Paesi Bassi e Belgio)
- De Eindmusical
- Checkpoint
- Nachtwacht
- Spangas
- De Viral Fabriek
- Campus 12

### Migliore stella (Paesi Bassi)
- Kraantje Pappie
- Djamila
- Kalvijn
- Britt Scholte
- Nina Schotpoort
- Royalistiq

### Migliore stella (Belgio)
- Nora Gharib
- Stien Edlund
- Emma Bale
- Sieg de Doncker
- JustJade
- Tinne Oltmans

### Miglior burlone (Paesi Bassi e Belgio)
- Jeroen van Holland
- StukTV
- Quinsding
- Mark Hoekx
- Andy Peelman
- Dutchtuber

### Miglior talento emergente (Paesi Bassi e Belgio)
- Sterre Koning
- Steffi Mercie
- Clonny Games
- Emma Keuven
- Zita Wauters
- Summer de Snoo

### Migliore tendenza filippina (Filippine)
- Kathryn Bernardo
- Julia Barretto
- Liza Soberano
- Yassi Pressman

### Migliore stella filippina su Internet (Filippine)
- Ranz Kyle & Niana
- Ella Cruz
- Hannah Pangilinan
- Kristel Fulgar